# Café A Brasileira

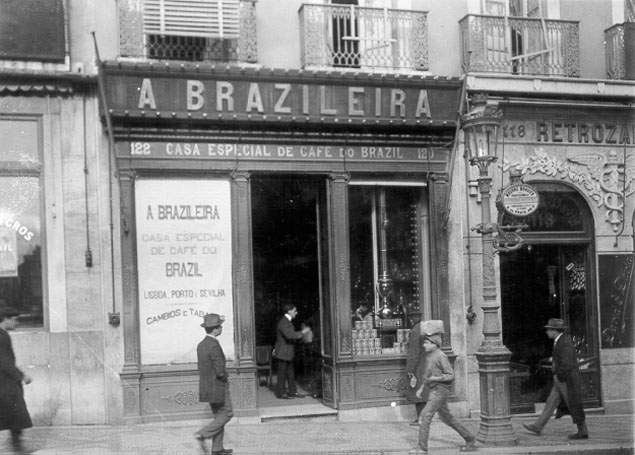
A Brasileira en 1911, foto de Joshua Benoliel,

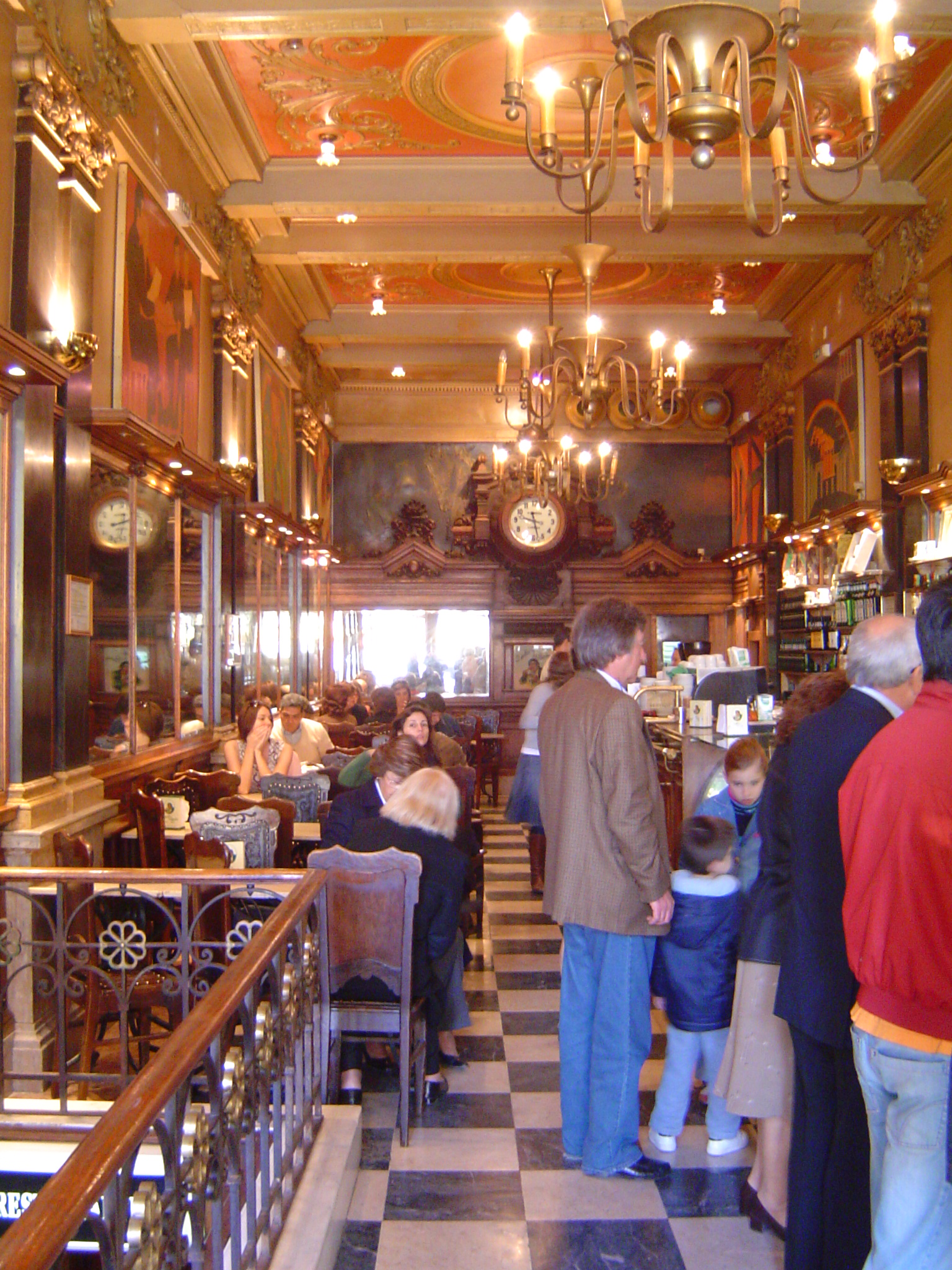
A Brasileira, interior actual.

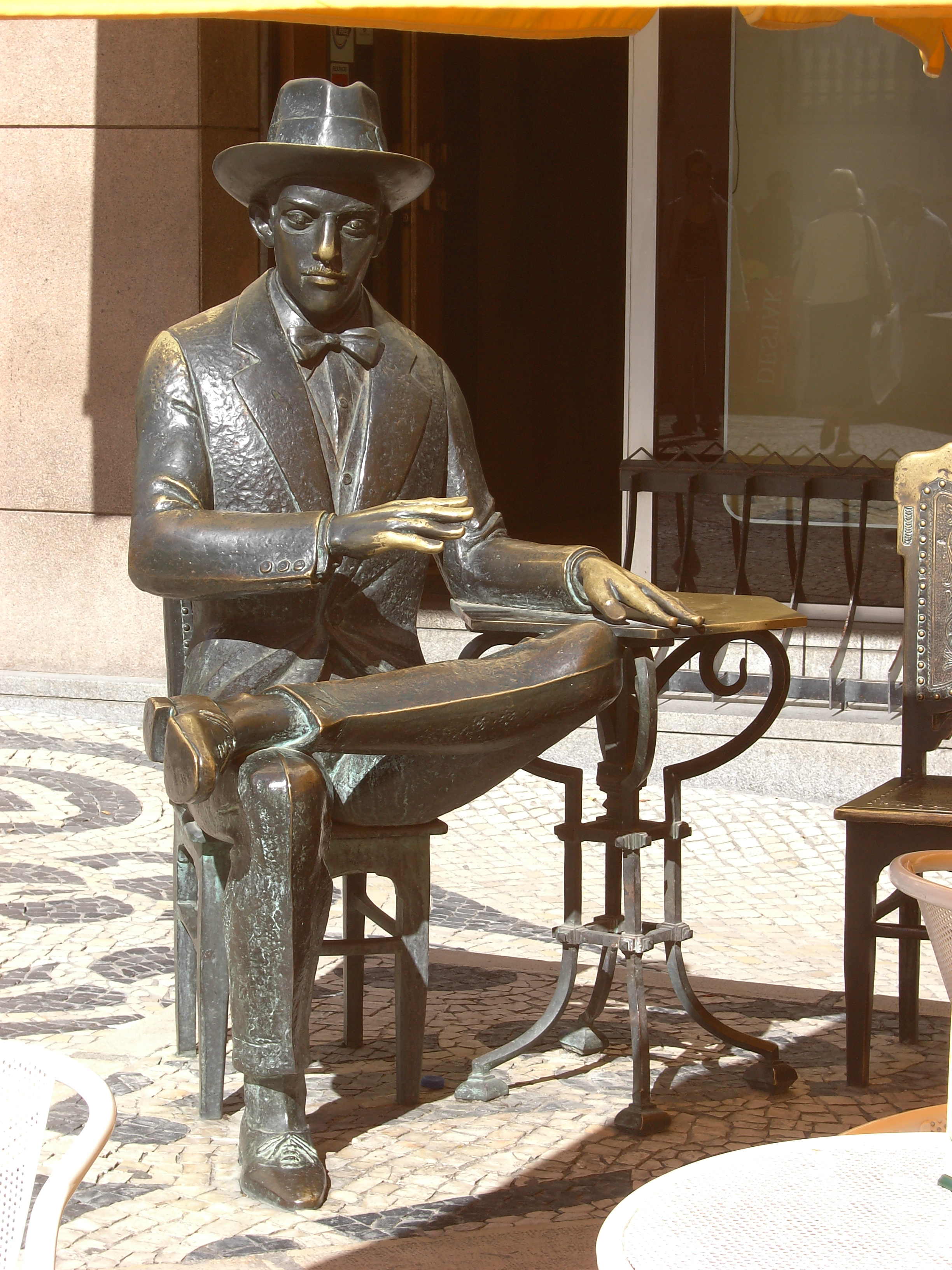
La estatua de Pessoa fuera del local.

A Brasileira (del portugués, «la brasileña») es uno de los cafés más antiguos y famosos de Lisboa, Portugal. Se encuentra en la rua Garrett, en el barrio histórico del Chiado.

## Historia
El local fue abierto por Adriano Telles el 19 de noviembre de 1905 siendo el segundo con el mismo nombre (después de abrir uno en Oporto en 1903) destinados a la venta del «verdadero café brasileño» originario del estado de Minas Gerais. La tienda vendía muchos otros productos, como aceite, harina, té, diversos tipos de pimientos y de vino. Ha sido el primer local a servir la bica, una tacita de café muy fuerte, parecido al expreso.
Fue remodelado en 1908 y luego en el 1922, dando paso un verdadero y propio bar. Los interiores fueron decorados en estilo Art déco. En los años sesenta las obras de arte existentes fueron trasladadas al Centro de Arte Moderno (ahora Museo de Chiado).
En 1997 las autoridades portuguesas decretaron A Brasileira como parte del «Patrimonio arquitectónico portugués», como un «inmueble de interés público».
Siempre ha sido lugar de encuentro de intelectuales, librepensadores y artistas, incluyendo al poeta Fernando Pessoa, los pintores José de Almada Negreiros y Jorge Barradas, y los escritores Aquilino Ribeiro y Alfredo Pimenta. Una estatua en bronce de Pessoa fue colocada al exterior del café en el 1988: el poeta sentado en una de las típicas mesas hexagonales del local.